# 滝沢直己
滝沢 直己（たきざわ なおき、1960年7月19日 - ）は、日本のファッションデザイナー。東京都生まれ、桑沢デザイン研究所ドレスデザイン科卒業。
「ISSEY MIYAKE」のクリエイティブディレクター（1993年 - 2007年）を経て、2006年に独立、2011年からは「ユニクロ」のデザインディレクター、2014年からはスペシャルプロジェクトのデザインディレクターに就任。
東京大学総合研究博物館インターメディアテク寄附研究部門特任教授（2009年 - 2013年）、早稲田大学文化構想学部非常勤講師（2011年 - 2013年）。

## 来歴
1993年から1999年は「ISSEY MIYAKE MEN BY NAOKI TAKIZAWA」、1999年からは「ISSEY MIYAKE」レディースとメンズ両ラインのクリエイティブディレクターに就任。国内外の多岐にわたる様々な分野のクリエイター、アーティストとのコラボレーションによる服づくりや、フランクフルトバレエ団のコスチュームのデザイン、パリの国立ケ・ブランリー美術館のカーテンのデザイン等を手掛けた。
2004年には金沢21世紀美術館のスタッフユニフォームをデザインした。
2007年春夏コレクション（2006年）の発表を最後にISSEY MIYAKEのクリエイティブディレクターを退任。同年に株式会社NAOKI TAKIZAWA DESIGN（ナオキタキザワデザイン）を設立し、翌2007年のニューヨークファッションウィークにて「NAOKI TAKIZAWA」コレクションを発表するが、3シーズンで活動を中断している。
2009年から2011年は東京大学総合研究博物館インターメディアテク寄附研究部門特任教授として、東京大学総合研究所博物館西野嘉章教授とのコラボレーションにて「MODE & SCIENCE BY NAOKI TAKIZAWA」コレクションを東京大学総合研究博物館小石川分館にて発表。
2010年からユニクロのデザインに関わり、2011年からはユニクロのデザインディレクター、2014年からはスペシャルプロジェクトのデザインディレクターに就任。在任期間は2014年3月に発売開始となったユニクロ×イネス・ド・ラ・フレサンジュの特別コラボレーションラインのデザインを担当、またニューヨーク近代美術館（MoMA）のセキュリティーガードのユニフォームデザインにも携わった。
2013年にはヤンマーがブランドイメージ向上を目指して発足させた「プレミアムブランドプロジェクト」に農業ウェアのデザイン担当として参加。農業ウエアやマリンウエアの開発に携わり、特に革新的な農業ウエアのデザインは話題を呼んだ。
2017年に運行が開始された東日本旅客鉄道株式会社が運営する「TRAIN SUITE 四季島」の乗務員とクルーのユニフォームデザインも担当した。
ブレザージャケットを中心としたメンズウエアブランド「B TOKYO」をプロデュース、デザインディレクションし西武渋谷店にオープンした。
2018年には自身がプロデュースし運営する店舗「NAOKI TAKIZAWA FITTING ROOM（ナオキタキザワ フィッティングルーム）」を事務所が入居している代官山ヒルサイドテラスC棟ビルの1階に構え、自社でデザインした製品を取り扱っている。
2023年9月9日(土)、北京で開催のチャイナ・ファッション・ウィークの招聘デザイナーとして新作コレクション”daydreams”を発表した。
2023年12月27日に中国でオンエアを迎えたTVドラマ「繁花」（王家衛監督、金宇澄原作）に登場する主人公のためのスーツをデザイン制作しました。
桑沢デザイン研究所の先輩にあたる植田いつ子の推薦により、2011年からは当時の皇后（現・上皇后）の衣装デザインを担当、2023年現在は上皇上皇后お二方の衣装デザインを担当。

## 書籍
- 森山大道×滝沢直己　NOVEMBRE　月曜社（2004年）
- 1億人の服のデザイン 日本経済新聞社（2014年）
- 1亿人的服装设计 中国北京（2023年）

## 受賞歴
- 毎日ファッション大賞(1998年）
- 第7回桑沢賞(1999年)
- The New York Dance and Performance Award (BESSIE AWARD)（1999年）
- フランス芸術文化シュバリエ勲章(2007年)